# Pop'n music 10
pop'n music 10 (ポップンミュージック 10 Poppun myūjikku 10?) es la décima entrega de la serie de videojuegos de pop'n music. Fue lanzado en agosto de 2003 para Arcade, y en noviembre de 2004 para PlayStation 2. La versión AC tiene unas 388 mientras que la versión CS alberga unas 103 canciones.

## Características  nuevas

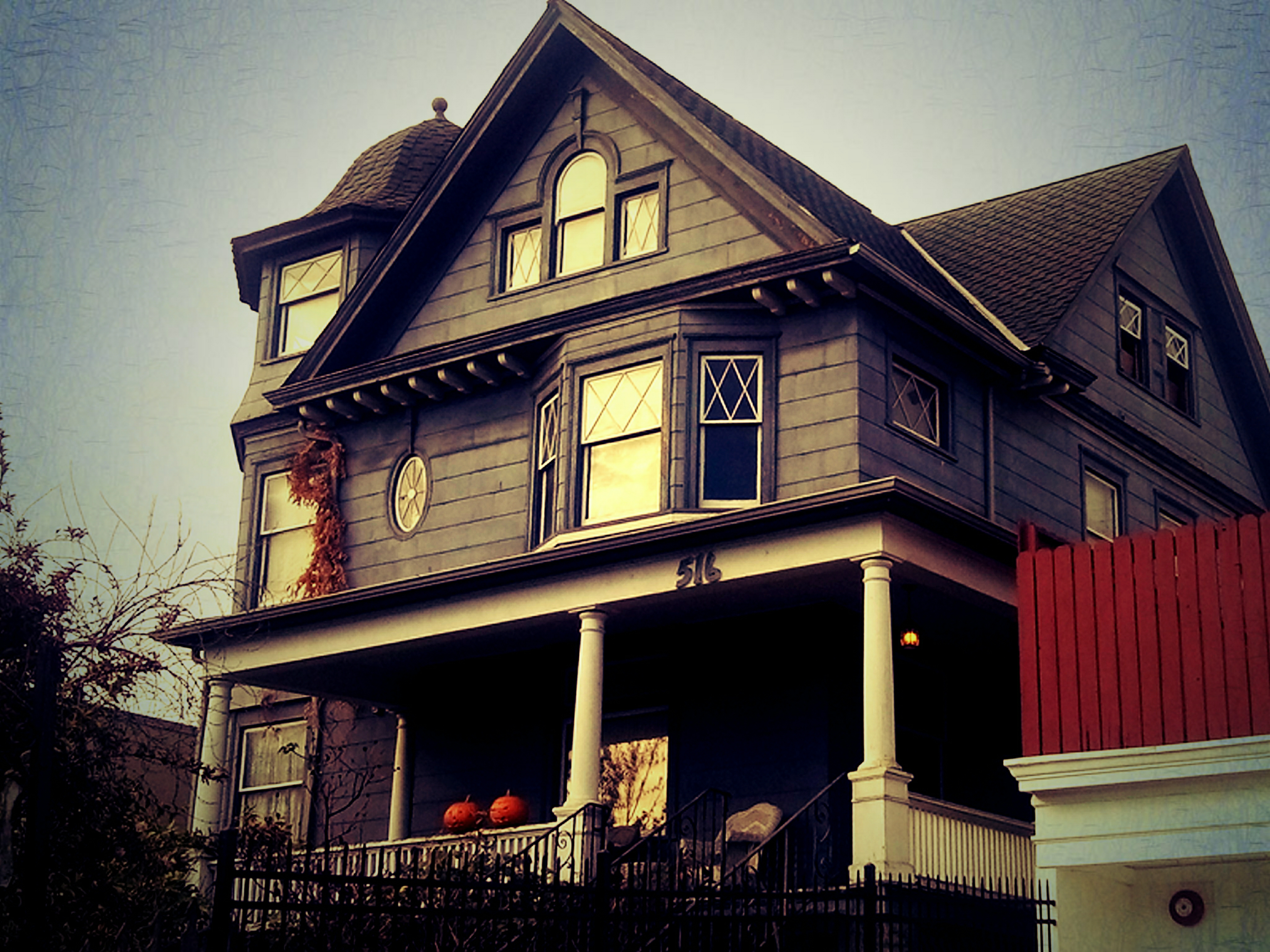
Foto de una casa decorada con motivos de Halloween en Tacoma, estado de Washington, Estados Unidos.

- Primera entrega con una locutora femenina.
- Primer pop'n music con los nuevos Ojamas SUPER RANDOM, STAGE-POP, CHARA-POP, y HIGH-SPEED 6 (Este último salió primeramente en pop'n music 10 AC, y en cuanto a pop'n music 9, había salido pero en CS, justo después del anteriormente mencionado).[3]
- Única entrega con la velocidad LOW-SPEED.
- Primera y única entrega CS con un comercial emitido por Tv.[4]
- Primera entrega que tiene más canciones de género Tv&Anime, incluyendo las canciones provenientes de Pop'n music Animelo.
- Primera entrega en la cual las canciones están separadas por géneros individualmente.
- Por primera vez, si el jugador selecciona la opción de jugar con 5 botones, una vez entrado al set, puede cambiarlo a 9 botones y viceversa pulsando los botones amarillos a la vez (o L1 y L2 en PlayStation 2).
- Su versión CS contiene remixes de Pop'n music GB, tanto canciones nuevas como antiguas por igual.
- Tema del videojuego: Halloween.
- La canción AC de Atsushi Shindo, ナーバス ブレークダウン～タイプゼロ～, no aparece en la lista de canciones de su contraparte CS, debido a la expiración de su contrato.
- DSCHINGIS KHAN y ウキウキWATCHING tampoco están en la lista de canciones CS, también debido a problemas de licencia.

## Modo de juego
- Normal mode: Es el modo clásico del juego. Se puede jugar de 5 a 9 botones y es ideal para principiantes. Si se falla en el primer stage, el juego le dará otra oportunidad y pasará inmediatamente al segundo stage. Función únicamente disponible en este modo. Disponible 3 canciones por set.

- Osusume mode: Es el modo recomendación. Al jugador se le hacen un total de 7 preguntas cuya duración para responder puede variar desde 5 segundos hasta 10 segundos por pregunta. Después del cuestionario, el sistema escoge 3 canciones basadas en las respuestas del jugador y se comienza inmediatamente con el set. Durante el juego, la barra de energía, Groove Gauge es diferente al normal: tiene 11 barras de cleared en lugar de las habituales 8, pues también forma parte del uso principiante. Disponible los botones 5 y 9.

- Challenge mode: Siendo el modo desafío, él es modo más utilizado en el juego. Consiste en una ronda de 3 canciones el cual antes de comenzar un stage, de deben seleccionar dos Normas, las cuales son objetivos a superar, o también Ojamas, que son animaciones y efectos que confunden y dificultan al jugador. El objetivo es conseguir una gran cantidad de Challenge points (puntos Challenge). Cuanto más difícil sea una Norma u Ojama, más puntos tendrán. Ciertas cantidades de Challenge Points conseguidas al final del set, pueden desbloquear el Extra stage.

- Battle mode: Es el modo batalla del juego. En ella participan dos jugadores los cuales compiten uno contra otro, cada oponente debe conseguir un puntaje más alto que el otro. El primero que consiga ganar dos stages ganará el juego y se dará por terminado. Disponible 3 botones por jugador y tres canciones por set.

- Expert mode: Es el modo Nonstop del juego. Se selecciona unos de los varios Courses que tiene disponibles, los cuales son un conjunto de 4 canciones por set seleccionadas por género, estilo, dificultad, etc. Al momento del Course, el jugador deberá pasar el set completo, evitando que el Groove Gauge se vacié totalmente con cada desacierto del mismo, ya que si esto sucede, perderá el juego y se dará por terminado.

## Extra stage
El nivel Extra estará disponible si el jugador consigue la cantidad correcta de CP's (Challenge points) en los tres stages por cada set en Challenge mode. Los puntajes disponibles para conseguirlo son: 34, 54, 68, 72, 78, 84, 89, 97, 98, 100, 101, 103, 108, 110, 111, 112, 114, 115, 116, 119 y todo puntaje superior a 120.

## Géneros
Las canciones están enlistadas y clasificadas por los géneros siguientes:
- FIRST: Categoría especial de canciones recomendadas para empezar, el cual se encuentran canciones seleccionadas. Disponible solo en Normal mode.
- AC: Todas las canciones que salieron en Arcade.
- CS: Todas las canciones que salieron únicamente para Consola.
- TV: Canciones adaptadas de Animes y programas televisivos.
- ALL: Todas las canciones en total, sin distinción alguna.
- SECRET: Solo canciones ocultas.
- LEVEL: Canciones ordenadas por nivel de dificultad (esto incluye los niveles Normal, Hyper y EX).

## O hoshi sama ni onegai!
O hoshi sama ni onegai! (お星様にお願い!?) (Lit. ¡Pregúntale a tu estrella!) es el sistema de desbloqueo de canciones de pop'n music 10. A diferencia de sus dos predecesoras, las cuales usaban sugorokus, esta consiste en tres ruletas giratorias en vertical, la cual la sección intermedia se encuentra el contenido a desbloquear. Se puede desbloquear canciones ocultas, Ojamas y Normas, sprites de personajes y Courses determinados para el modo Expert mode.
Para poder desbloquear alguna canción, es necesario primero haber jugado satisfactoriamente cualquiera de los modos de juego (a excepción del modo Osusume), el cual se activará el minijuego. El objetivo es acertar a las casillas rosadas y evitar las casillas celestes, pues estos últimos no otorgan nada. La primera sección, dependiendo cual se elija, liberará más contenido para seleccionarse en la siguiente sección, la sección intermedia es donde alberga el contenido desbloqueable, y la tercera, se deberá seleccionar una casilla de color rosa para liberar el ítem previamente seleccionado. Se debe jugar lo más rápido posible, ya que tiene un límite de tiempo y si se agota sin haber detenido las secciones correspondientes, automáticamente se dará por terminado el minijuego.

## Canciones TV & Anime
- Título: にんげんっていいな (Ningentteīna)
  - Género: むかしばなし (Mukashi banashi)
  - Artista: ♪♪♪♪♪
  - Procedencia: Esta canción fue usada como ending en las series de anime Manga nippon mukashibanashi (まんが日本昔ばなし?) (Lit. Cuentos folklóricos del manga japonés), programa televisivo dedicado a contar cuentos infantiles tradicionales de Japón.

- Título:ガッチャマンの歌  (Gacchaman no uta)
  - Género: ガッチャマン
  - Artista: ♪♪♪♪♪Foto de una iglesia ubicada en Edinburgh, Escocia.

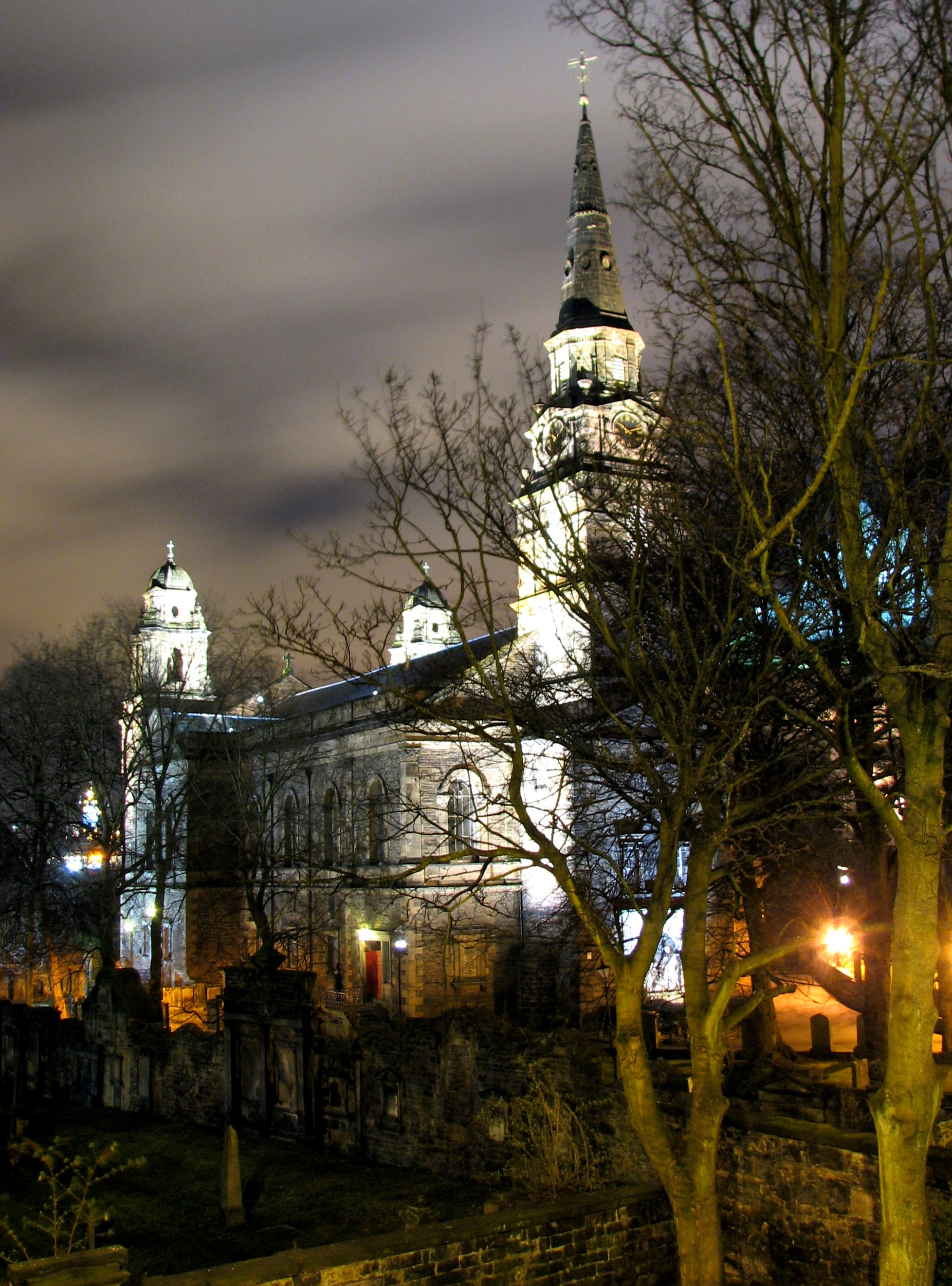
Foto de una iglesia ubicada en Edinburgh, Escocia.

  - Procedencia: Es el tema de apertura de Gatchaman, anime de género ciencia ficción creada por Tatsunoko Production emitido en octubre de 1972 y finalizada en septiembre de 1974, contando con un total de 105 episodios en total.

- Título: きてよパーマン (Kiteyo pāman)
  - Género: パーマン
  - Artista: 三輪勝恵
  - Procedencia: Es el opening del anime del año 1983 Perman Conocido en Latinoamérica como Hombre par y en España como El Hombre Par, es un anime y manga de género comedia creado por Fujiko F. Fujio, el mismo autor que creó Kiteretsu y desde luego, Doraemon.

- Título: DSCHINGIS KHAN
  - Género: ジンギスカン (Jingisukan)
  - Artista: ♪♪♪♪♪
  - Procedencia: Fue la canción creada por el grupo musical alemana del mismo nombre, Dschinghis Khan para competir en el Festival de la Canción de Eurovisión del año 1979. Escrita y producida por Ralph Siegel y Bernd Meinunger. Gracias a esta canción, la banda alcanzó una gran popularidad alrededor del mundo, a excepción de Estados Unidos.

- Título: レッツゴー!! ライダーキック (Rettsugō!! Raidākikku)
  - Género: 仮面ライダー (Kamen raidā)
  - Artista: ♪♪♪♪♪
  - Procedencia: Es el tema de apertura de Kamen Rider (Lit. El Jinete Enmascarado), programa televisivo de género Tokusatsu creado por Shōtarō Ishinomori.

- Título: パタパタママ (patapatamama)
  - Género: パタパタママ
  - Artista: のこいのこ
  - Procedencia: Es una de las 4 canciones provenientes de la serie japonesa Ponkickies que han aparecido en Pop'n music Las otras canciones son:
    - ホネホネロック (Honehonerokku), el cual apareció en  Pop'n music 9.
    - バブルバスガール (Baburubasugāru), aparece en Pop'n music いろは.
    - 歩いて帰ろう (Aruitekaerō), apareciendo en Pop'n music せんごく列伝.

- Título: おしえて (Oshiete)
  - Género: ハイジ (Haiji)
  - Artista: 中山マミ (cover by wac)
  - Procedencia: Es el opening de Heidi, la niña de los Alpes, anime de género Kodomo emitido al aire en enero de 1974 hasta diciembre del mismo año. Dirigido por Isao Takahata, con un total de 52 episodios.

- Título: ウキウキWATCHING (Ukiuki uotchingu)
  - Género: イイトモ (Iitomo)
  - Artista: 風尾課長とポップン青年隊
  - Procedencia: es el tema de apertura del show japonés 笑っていいとも! (Waratteītomo!), un show de variedades que ha estado al aire desde 1982.

## ANIMELO Crossovers
Estas canciones se habían originado en Pop'n music Animelo y Animelo 2 y fueron trasplantados a pop'n music 10:

Las barras de energía (de arriba abajo) de Normal/Challenge mode, Osusume mode y Expert mode.

- GOONIES"R"GOOD ENOUGH: Canción creada por Cyndi Lauper titulada originalmente como "The Goonies 'R' Good Enough", el cual fue utilizada para el ending de la película estadounidense Los Goonies. La canción en el videojuego es un remix instrumental hecho a base de un chiptune.

- キューティーハニー (Kyūtīhanī): Opening utilizado en Cutie Honey del año 1973, anime de género Ecchi.

- 魔女っ子メグちゃん (Majokkomeguchan): Opening de Majokko Megu-chan, conocido en Latinoamérica como Maggie la brujita, fue un anime de género Mahō shōjo creado por Tomo Inoue y dirigido por Yugo Serikawa que fue emitido en abril de 1974 y finilizada en septiembre de 1975.

- すきすきソング (Suki suki songu): Ending proveniente de Himitsu no Akko-chan, manga y anime de los años 60.

- ペガサス幻想 (Pegasasu gensō): Es el primer opening de Saint Seiya, También conocido como Los Caballeros del Zodíaco, manga y anime creado en los 80 de género Shōnen, el cual se convirtió en un éxito mundial en la década de los años 90.

- デビルマンの歌 (Debiruman no uta): Opening de Devilman, manga y anime publicado y emitido en julio de 1972 de género acción y Shonen.

- 炎のキン肉マン (Honō no kin'nikuman): Segundo opening de Kinnikuman, anime de género comedia y deporte creado por Toei Animation en 1983 hasta 1986.

- マジンガーZ (Majingā Z): Opening de Mazinger Z, anime de género Mecha emitido desde 1972 hasta 1974.

## Canciones nuevas
La siguiente tabla muestra las nuevas canciones introducidas en el juego:
- Para ver la lista completa de canciones disponibles en el juego, véase: Anexo:Canciones de Pop'n music 10

| Nombre                                | Género              | Artista                                 | Personaje                    | Disponible en Arcade | Disponible en PlayStation 2 |
| Anime&TV                              | Anime&TV            | Anime&TV                                | Anime&TV                     | Anime&TV             | Anime&TV                    |
| ------------------------------------- | ------------------- | --------------------------------------- | ---------------------------- | -------------------- | --------------------------- |
| にんげんっていいな                    | むかしばなし        | ♪♪♪♪♪                                   | Nyami                        | Sí                   | Sí                          |
| ガッチャマンの歌                      | ガッチャマン        | ♪♪♪♪♪                                   | YOSHIO                       | Sí                   | Sí                          |
| きてよパーマン                        | パーマン            | 三輪勝恵                                | Mimi                         | Sí                   | Sí                          |
| DSCHINGIS KHAN                        | ジンギスカン        | ♪♪♪♪♪                                   | BAMBOO                       | Sí                   | No                          |
| レッツゴー!! ライダーキック           | 仮面ライダー        | ♪♪♪♪♪                                   | Nyami                        | Sí                   | Sí                          |
| パタパタママ                          | パタパタママ        | のこいのこ                              | Mimi                         | Sí                   | Sí                          |
| GOONIES”R”GOOD ENOUGH                 | GOONIES             | Mr.T                                    | Michael                      | Sí                   | Sí                          |
| おしえて                              | ハイジ              | 中山マミ (cover by wac)                 | Mimi                         | Sí                   | Sí                          |
| ウキウキWATCHING                      | イイトモ            | 風尾課長とポップン青年隊                | Nyami and Mimi with 風尾課長 | Sí                   | No                          |
| ANIMELO Crossovers                    |                     |                                         |                              |                      |                             |
| キューティーハニー                    | キューティー        | 西科かおり                              | June                         | Sí                   | Sí                          |
| 魔女っ子メグちゃん                    | 魔女っ子メグ        | ASAKO                                   | Mimi                         | Sí                   | Sí                          |
| すきすきソング                        | すきすきソング      | くまのきよみ                            | SPACE MACO                   | Sí                   | Sí                          |
| ペガサス幻想                          | セイントセイヤ      | 山田信夫                                | Nyami                        | Sí                   | Sí                          |
| デビルマンの歌                        | デビルマン          | 石原慎一                                | Nyami                        | Sí                   | Sí                          |
| 炎のキン肉マン                        | キン肉マン          | 串田アキラ                              | OTOKO-MAN                    | Sí                   | Sí                          |
| マジンガーＺ                          | マジンガー          | 水木一郎                                | Nyami                        | Sí                   | Sí                          |
| Konami Originals                      |                     |                                         |                              |                      |                             |
| 絡繰男爵忌憚                          | DARK MARCHEN        | エレハモニカ                            | Kirico                       | Sí                   | Sí                          |
| STATION                               | J-ACID              | Jimmy Weckl feat. 岩志太郎              | Mr.AOKI                      | Sí                   | Sí                          |
| Go Easy!!                             | TRENDY POP          | good-cool feat. Sana                    | MOMOKO*1993                  | Sí                   | Sí                          |
| PingxPongxDash                        | SKIP                | パーキッツ                              | ししゃも                     | Sí                   | Sí                          |
| SUMMER TIME                           | CARIBBEAN BEATS     | shinpei                                 | UNCLE Jam                    | Sí                   | Sí                          |
| SCI-FI                                | COSMIC              | SEIYA & A.I. units                      | stella                       | Sí                   | Sí                          |
| Blaster                               | L.A. METAL          | good-cool feat. Jeff Cotte              | HOT.D                        | Sí                   | Sí                          |
| Missing Cat                           | ALTERNATIVE         | SAKURAI yasushi feat. KUDO              | Mr.KK                        | Sí                   | Sí                          |
| 魔法的新定義                          | TEKNO GIRL          | うらら                                  | Sanday                       | Sí                   | Sí                          |
| 青春スタイル in 2003                  | HAMA-SKA            | 亜熱帯マジ-SKA爆弾 feat. ワタナベマサキ | FOXY                         | Sí                   | Sí                          |
| Atlantic Spotted Dolphin              | HEALING FUSION      | Blue & Green                            | AMETORI                      | Sí                   | Sí                          |
| CUT OFF A CORNER                      | MONDO BOSSA         | LOVE AND ZEST                           | Bianca                       | Sí                   | Sí                          |
| THE PLACE TO BE                       | CORE GROOVE         | Des-ROW feat.真言                       | MISAKI                       | Sí                   | Sí                          |
| This way                              | STRAY GIRL          | HIROMI                                  | PATTY                        | Sí                   | Sí                          |
| 想い出の巴里祭                        | CHANSON             | ソワレ                                  | Honey                        | Sí                   | Sí                          |
| Raspberry♡Heart                       | COLORFUL POP        | jun                                     | LuLu                         | Sí                   | Sí                          |
| 海の歌                                | SHIMA-UTA           | 銘刈あずみ                              | Chiyoko                      | Sí                   | Sí                          |
| Sabrina                               | LOVE FORTUNE        | SCHOOL                                  | ロミ夫                       | Sí                   | Sí                          |
| ポレポレの雨乞いの唄                  | WIMBO               | Q-Mex                                   | PolePole                     | Sí                   | Sí                          |
| ナーバス ブレークダウン～タイプゼロ～ | DIGI FOLK           | 新堂敦士                                | Ash                          | Sí                   | No                          |
| STEREO TOKYO                          | PLASTIC POP         | polyphonic room                         | WAKABA                       | Sí                   | Sí                          |
| 明鏡止水                              | ZEN-JAZZ            | TOMOSUKE feat. あさき                   | ikkei                        | Sí                   | Sí                          |
| ULTRA BUTTERFLY (坤剛力)              | GRUNGE-DES          | Des-ROW・組スペシアル                   | DTO                          | Sí                   | Sí                          |
| disable dA STACK                      | GABBA               | D-crew                                  | CHOCKY                       | Sí                   | Sí                          |
| CS Original Songs                     |                     |                                         |                              |                      |                             |
| エブリデイ・ラブリデイ                | TWINKLE DANCE       | Togo-chef feat.Sana                     | Ratte*                       | Sí                   | Sí                          |
| Only One More Kiss -雨に唄えば-       | SETSUNA GIRL        | MAKI with GUzzle                        | Little Raisin                | Sí                   | Sí                          |
| Tell Me More...                       | R&B                 | Togo-chef feat. 朝比奈亜希              | V.B                          | Sí                   | Sí                          |
| さようならは言わないけれど            | CLEARTONE           | WATER STAND                             | 文彦さん                     | Sí                   | Sí                          |
| EGOIST                                | J-HIPHOP            | GUzzle                                  | RGB                          | Sí                   | Sí                          |
| セカンドステージ                      | NEO FOLK ROCK       | ナスカ                                  | SUNNY                        | Sí                   | Sí                          |
| Wish                                  | BEATROCK 2          | 大浦祐一                                | Hugh                         | Sí                   | Sí                          |
| 飛ぶ計画                              | RETRO POP SKA       | レトロ本舗                              | 白ぐるっぱ～                 | Sí                   | Sí                          |
| 青春応援歌                            | SEISYUN PUNK        | Green Peas Young                        | ゲンロク                     | Sí                   | Sí                          |
| Secret songs                          |                     |                                         |                              |                      |                             |
| "Princess Piccolo"                    | FAIRY TALE          | Butapunch Philharmonic Orchestra        | Mimi/Nyami                   | Sí                   | Sí                          |
| ポップン販売株式会社                  | TELEPHONE SHOPPING  | ポップン販売株式会社                    | Mr.FUKUMIMI                  | Sí                   | Sí                          |
| Holy Forest                           | SYMPHONIC METAL     | Sarastro                                | Count.Ten                    | Sí                   | Sí                          |
| Pop'n music GB Remixes                |                     |                                         |                              |                      |                             |
| HOLiDAY                               | RAKUGAKIDS          | らく楽器隊2003                          | Beartank                     | Sí                   | Sí                          |
| トロイカダンス                        | RUSSIA              | Q-Mex plays "Hirotees"                  | Ivan                         | Sí                   | Sí                          |
| dandelion                             | FOLK SONG           | sotaro                                  | Teruo                        | Sí                   | Sí                          |
| Sea Side City                         | SURFY               | KISS SUMMER SISTERS                     | POPPERS                      | Sí                   | Sí                          |
| きえた!? ナポレオン                   | GANG                | ナヤ〜ン団                              | KID                          | Sí                   | Sí                          |
| ラブ・アコーディオン                  | ROMANESQUE          | WORLD SEQUENCE plays "mon cheri H.T."   | CECIL                        | Sí                   | Sí                          |
| テキサスのガンマン                    | WESTERN             | Sludgy Hawks with N                     | the KING                     | Sí                   | Sí                          |
| Secret Stars songs                    |                     |                                         |                              |                      |                             |
| スウィーツ ~instrumental              | PRECIOUS ENCHORE    | private states                          | HAMANOV                      | Sí                   | Sí                          |
| ヒデオ体操第一                        | POP'N TAISOU        | すわパンチとギターの人                  | すわパンチ                   | Sí                   | Sí                          |
| 幸せを謳う詩                          | ELEGY               | あさき                                  | 壱ノ妙                       | Sí                   | Sí                          |
| DDR MEGAMIX                           | DDR                 | DDR                                     | AFRO                         | Sí                   | Sí                          |
| murmur twins (guitar pop ver.)        | CUDDLE CORE         | yu_tokiwa.djw merge scl.gtr             | murmur twins                 | Sí                   | Sí                          |
| Arrabbiata                            | CYBER ARABIAN       | Reven-G改                               | 2st                          | Sí                   | Sí                          |
| Jack                                  | MIXTURE             | DesQ                                    | JACK                         | Sí                   | Sí                          |
| Votum stellarum                       | ANTHEM TRANCE       | iconoclasm (dj TAKA/wac)                | MZD                          | Sí                   | Sí                          |
| Hidden CS songs                       |                     |                                         |                              |                      |                             |
| Pop'n Xmas 2004 ～天使ノウタゴエ～    | Xmas PRESENTS       | スノーベリーキッズ                      | pop'n Xmas                   | No                   | Sí                          |
| memories...                           | SYMPATHY 3          | EGOISTIC LEMONTEA                       | SUMIRE                       | No                   | Sí                          |
| LOVE BOX                              | J-SOUL              | め組upper-slope                         | Nina                         | No                   | Sí                          |
| Doll's sight                          | CLASSIC 10          | Waldeus vön Dovjak                      | HAMANOV                      | No                   | Sí                          |
| BEYOND THE EARTH                      | CONTEMPORARY NATION | 猫叉Master                              | Yima                         | No                   | Sí                          |
| ee'MALL songs                         |                     |                                         |                              |                      |                             |
| AKUMAJO DRACULA MEDLEY                | K-Classics          | 矩形波倶楽部                            | Yuli                         | No                   | Sí                          |
| チカラ                                | GIRLS ROCK EXTREME  | BeForU                                  | Bis子                        | No                   | Sí                          |
| mind                                  | ボーイズポップ      | Atsu & 祖師ヶ谷トップブリーダーズ       | Reo★kun                      | No                   | Sí                          |
| Craze for You                         | ジャパメタ          | TAKA feat. 百太郎                       | W.B.ROSE                     | No                   | Sí                          |